# Плутонийдигаллий
Плутонийдигаллий — бинарное неорганическое соединение, интерметаллид
плутония и галлия
с формулой Ga2Pu,
кристаллы.

## Получение
- Сплавление стехиометрических количеств чистых веществ:

{\displaystyle {\mathsf {Pu+2Ga\ {\xrightarrow {1262^{o}C}}\ Ga_{2}Pu}}}

## Физические свойства
Плутонийдигаллий образует кристаллы
гексагональной сингонии,
пространственная группа P 6/mmm,
параметры ячейки a = 0,4248÷0,4258 нм, c = 0,4107÷0,4139 нм, Z = 1,
структура типа диборида алюминия AlB2
.
Соединение конгруэнтно плавится температуре 1262 °C.